# كازويا أوكامورا
كازويا أوكامورا (باليابانية: 岡村 和哉) (15 ديسمبر 1987 في أوكاياما في اليابان – )؛ هو لاعب كرة قدم ياباني سابق كان يلعب كمهاجم.

## وصلات خارجية
- كازويا أوكامورا على موقع رابطة كرة القدم اليابانية للمحترفين (اليابانية)
- كازويا أوكامورا على موقع قاعدة بيانات كرة القدم.إي يو (الإنجليزية)
- كازويا أوكامورا على موقع Soccerway.com (الإنجليزية)
- كازويا أوكامورا على موقع عالم كرة القدم.نت (الإنجليزية)